# Groupe d'IC 1029
Le groupe d'IC 1029 comprend au moins 11 galaxies situées dans la constellation du Bouvier. La distance moyenne entre ce groupe et la Voie lactée est d'environ 34,2 Mpc (∼112 millions d'al). 

## Membres
Le tableau ci-dessous liste les onze galaxies du groupe indiquées dans l'article de A.M. Garcia paru en 1993.
| Nom        | Class.       | Type                     | α (J2000.0)   | δ (J2000.0) | Vitesse radiale (km/s) | m                    | Distance (Mpc) | Diamètre (kal) |
| ---------- | ------------ | ------------------------ | ------------- | ----------- | ---------------------- | -------------------- | -------------- | -------------- |
| NGC 5602   | (R)SAB0(r)a? | Lenticulaire             | 14h 22m 18.8s | 50° 30′ 05″ | 2230 ± 23              | 12,7                 | 34,7 ± 2,5     | 73             |
| NGC 5624 A | Sdm?         | Spirale magellanique     | 14h 26m 35.2s | 51° 35′ 07″ | 1904 ± 1               | 13,2                 | 29,8 ± 2,1     | 41             |
| NGC 5660   | SAB(rs)c     | Spirale intermédiaire    | 14h 29m 49.8s | 49° 37′ 22″ | 2328 ± 7               | 11,9                 | 36,1 ± 2,5     | 54             |
| NGC 5673   | SBc          | Spirale barrée           | 14h 31m 30.9s | 49° 57′ 31″ | 2080 ± 4               | 12,1                 | 33,4 ± 2,3     | 94             |
| NGC 5676   | SA(rs)bc     | Spirale                  | 14h 32m 46.8s | 49° 27′ 28″ | 2097 ± 2               | 11,2                 | 32,7 ± 2,3     | 120            |
| NGC 5682   | SB(s)b       | Spirale barrée           | 14h 34m 45.0s | 48° 40′ 13″ | 2277 ± 2               | 14,1                 | 35,4 ± 2,5     | 60             |
| NGC 5689   | SB0/a?(s     | Lenticulaire             | 14h 35m 29.7s | 48° 44′ 30″ | 2160 ± 10              | 11,9                 | 33,6 ± 2,4     | 135            |
| NGC 5693   | SB(rs)d      | Spirale barrée           | 14h 36m 11.2s | 48° 35′ 06″ | 2284 ± 2               | 13,5                 | 34,5 ± 2,5     | 67             |
| NGC 5707   | Sab?         | Spirale                  | 14h 37m 30.8s | 51° 33′ 43″ | 2184 ± 2               | 12,5                 | 33,8 ± 2,4     | 112            |
| IC 1029    | SAb?         | Spirale                  | 14h 32m 27.2s | 49° 54′ 17″ | 2381 ± 3               | 12,4                 | 36,9 ± 2,6     | 149            |
| UGC 9426   | Im           | Irrégulière magellanique | 14h 37m 29.1s | 48° 37′ 26″ | 2311 ± 5               | 15,795 ± 0,033 asinh | 35,8 ± 2,5     | 70             |

- A Appartenance incertaine.

Le site DeepskyLog permet de trouver aisément les constellations des galaxies mentionnées dans ce tableau ou si elles ne s'y trouvent pas, l'outil du site constellation permet de le faire à l'aide des coordonnées de la galaxie. Sauf indication contraire, les données proviennent du site NASA/IPAC.